# Lolita Pluma
Lolita Pluma (Las Palmas de Gran Canaria, 4 de marzo de 1904 - Las Palmas de Gran Canaria, 21 de febrero de 1987) nombrada al nacer como María Dolores Rivero Hernández, fue un personaje célebre del siglo XX en la ciudad de Las Palmas de Gran Canaria.

## Biografía
Sus padres eran de Argentina, aunque nació accidentalmente en el barrio canario de La Isleta, en una familia apodada Pluma por el hecho de que eran los pocos que sabían escribir con este utensilio en su ciudad.
Lolita Pluma fue muy conocida en el Parque Santa Catalina, debido a su extravagante atuendo y maquillaje, y el hecho de estar rodeada por los gatos del parque, a los que alimentaba. Allí vendía flores de papel, chicles y postales a los turistas. Fue nombrada Reina del Parque Santa Catalina en 1984.
El cantante y compositor Braulio la homenajeó en una de sus canciones e incluso con anterioridad, hacia 1968, el maestro de la canción canaria Miguel León Martín le dedicó también el vals “A Lolita”. En una de las ocasiones, este mismo autor interpretó la canción con el grupo Bentayga en el programa Tenderete, de Televisión Española, en el año 1984. El grupo Los Gofiones versionó la canción "Lolita Pluma" en el álbum "Cronistas de la música popular" en el año 2.002.

## Legado
En la actualidad, una estatua de F. Ávila (1998) la recuerda en el Parque Santa Catalina como símbolo de libertad, musa del turismo y los artistas, protectora de los animales. Fue enterrada en el cementerio de San Lázaro de Las Palmas. Su tumba (nicho de la tumba 5420) está dotada de una placa sepulcral del Ayuntamiento de Las Palmas. 